# Eudihammus granulatus
Eudihammus granulatus là một loài bọ cánh cứng trong họ Cerambycidae.